# Врятуйте наші душі (фільм, 1960)
«Врятуйте наші душі» — радянський кольоровий пригодницький художній фільм режисера Олексія Мішурина 1960 року, знятий на Кіностудії ім. О. Довженка. Прем'єра відбулася 25 липня 1960 року. Фільм подивилися 16,0 мільйонів глядачів у перший рік прокату.

## Сюжет
Курсанта мореплавного училища Юрія Цимбалюка направлено на торгове судно «Запорожець». Юрія та радистку корабля Лесю Гордієнко пов'язує давня дружба. Проте легковажність Юрія заважає їм порозумітися. Судно вийшло у черговий закордонний рейс. Радистка Леся прийняла радіограму SOS із яхти. На яхті була дочка англійського багатого судновласника Еліс Мейсфілд та її наречений Майкл Пейтон. Пейтон за хвилину небезпеки відібрав у Еліс рятувальний пояс. Потопаючу Еліс рятує Юрій. Репортери беруть інтерв'ю у Юрія та Лесі. Про подію пишуть в англійських газетах, молоді люди отримують запрошення до Англії. Юрій та Леся знайомляться із сім'єю Еліс. Леся дає поради Еліс. Юрій та Леся повертаються додому на корабель. Вони цілуються. Їхній поцілунок бачить боцман Микола Федорович і каже: «Повний уперед!».

## У ролях
- Олександр Бєлявський — Юрій Цимбалюк, курсант
- Лідія Федосеєва — Леся Гордієнко, радистка
- Віктор Добровольський — батько Цимбалюка
- Михайло Орлов — капітан
- Микола Яковченко — Микола Федорович, боцман
- Валерій Рудий — Димчук, комсорг
- Наталія Малявіна — Еліс Мейсфілд, дочка англійського судопромисловця
- Сергій Петров — Пітер Мейсфілд, дідусь Еліс
- Сергій Мартінсон — Нортон Мейсфілд, судопромисловець, батько Еліс
- Юрій Прокопович — Майкл Пейтон, наречений Еліс
- Олександр Гумбург — Шелтон, слуга
- Борис Хенкін — Джеймс, дворецький
- Наталія Наум — Кетрін, покоївка
- Олександр Ануров — Білл, водій
- Євгеній Балієв — репортер
- В'ячеслав Воронін — помічник капітана
- Антон Доценко — судновий механік
- Б. Диканський — репортер
- Олена Долинська — кухарка Мейсфілдів
- Валерій Зінов'єв — помічник капітана
- Ростислав Старик — Петро, моряк

## Знімальна група
- Режисер-постановник — Олексій Мішурин
- Автор сценарію — Євген Помєщиков
- Оператори-постановники — Олексій Герасимов, Лев Штифанов
- Художник-постановник — Георгій Прокопець
- Композитор — Юрій Щуровський
- Звукооператор — Софія Сергієнко
- Асистенти режисера — Ігор Самборський, П. Федоряченко
- Редактор — Ніна Лучина
- Державний оркестр УССР, диригент — Веніамін Тольба
- Директор картини — Борис Жолков